# Stop Crying Your Heart Out
"Stop Crying Your Heart Out" là một bài hát của ban nhạc rock người Anh Oasis. Bài hát do Noel Gallagher sáng tác và Oasis sản xuất. Ngày 17 tháng 6 năm 2002, ca khúc được chọn làm đĩa đơn thứ hai trích từ album thứ năm Heathen Chemistry (2002) của ban nhạc để phát hành. Tháng 5 năm 2002, bài hát được phát trên radio ở Hoa Kỳ vài tuần trước khi phát hành tại Anh.
"Stop Crying Your Heart Out" ra mắt và đạt vị trí cao nhất ở vị trí số hai trên UK Singles Chart, đồng thời leo đến vị trí thứ sáu trên UK Indie Chart. Tác phẩm đã giành được vị trí quán quân ở Ý và lọt top 20 ở Bỉ, Đan Mạch, Na Uy và Phần Lan. Ngày 12 tháng 7 năm 2002, ca khúc giành được chứng nhận vàng của Hiệp hội Công nghiệp Ghi âm Anh, rồi giành được chứng nhận bạch kim kép với hơn 1,2 triệu bản được tiêu thụ.
Ca sĩ kiêm nhạc sĩ sáng tác bài hát người Anh Leona Lewis đã ghi một bản cover của "Stop Crying Your Heart Out" ở album phòng thu thứ hai Echo (2009). Cô thể hiện phiên bản này trong đêm chung kết mùa thứ sáu của The X Factor, sau đó bài hát đã giành được vị trí cao nhất ở hạng 29 trên UK Singles Chart và vị trí số 11 trên UK R&B Chart.

## Sáng tác và ca từ
"Stop Crying Your Heart Out" do duy nhất Noel Gallagher sáng tác và sản xuất bởi Oasis. Bài hát được thu âm ở Wheeler End Studios và Olympic Studios, Anh với người trộn âm là Mark Stent. Các kỹ sư thu âm tác phẩm gồm có David Treahearn, Jan "Stan" Kybert and Paul "P-Dub" Walton. "Stop Crying Your Heart Out" là một bản ballad truyền cảm hứng với thời lượng 5 phút 5 giây. Trong bài hát, Liam Gallagher "cất giọng mềm mại" hát: "All of the stars/ Are fading away/ Just try not to worry/ You'll see them some day" trên phần đệm của dàn nhạc giao hưởng. "Stop Crying Your Heart Out" được sáng tác ở điệu tính Si thứ, sử dụng nhịp 4/4 với tốc độ 76 nhịp/phút.
Giai điệu của tác phẩm có nhiều nét tương đồng với "Slide Away" - bài hát trong album phòng thu đầu tay của Oasis là Definitely Maybe (1994), trong khi phần hook gợi nhớ đến điệp khúc trong bài "Don't Look Back in Anger" (1996). Sức nặng cảm xúc của bài hát được lấy cảm hứng từ bóng đá, với thời điểm phát hành đúng chuẩn ăn khớp với giải vô địch bóng đá thế giới 2002 cùng hiểu biết của ban nhạc về việc tuyển Anh chắc chắn bị loại. Noel nhớ lại: "Bọn tôi nghĩ 'Chắc chắn đội Anh sẽ bị loại với bài này rồi' - 'Chốt đơn!' - tôi nói thế."

## Đánh giá chuyên môn
"Stop Crying Your Heart Out" được các nhà phê bình phân vào thể loại rock và Britpop. Jason Fox của tạp chí NME thấy rằng "Stop Crying Your Heart Out" đánh dấu sự trở lại của Oasis với "chủ nghĩa nhân văn thất lạc bấy lâu" từ đĩa đơn "Don't Look Back in Anger" (1996), nhờ khả năng xoa dịu tâm trạng khán giả của Noel Gallagher khi họ cần nhất. Ông viết thêm rằng người nghe như được quay trở về thời điểm "Don't Look Back in Anger" được phát hành. Simon Evans của musicOMH cũng so sánh ca khúc này với "Don't Look Back in Anger", cho rằng cả hai bài đều có chung "tinh thần bất khuất". Stephen Thomas Erlewine của AllMusic đánh giá ngắn gọn rằng đây là một "bản power ballad khá ổn". Ngược lại, Evan Chakroff của Stylus Magazine bình luận rằng bài hát này dễ bị lãng quên, thậm chí thừa nhận khi viết bài đánh giá album, ông chẳng thể nhớ nổi giai điệu của "Stop Crying Your Heart Out".
Victoria Segal của NME đã viết một bài đánh giá đĩa đơn khi tác phẩm được phát hành và thấy thật khó mà tiếp cận được ca khúc một cách nghiêm túc. Segal miêu tả đây là một ca khúc "đáng thất vọng" khi "nhìn dưới ánh sáng của lý trí, nó chỉ là một mớ hỗn độn sến súa rút ra từ Cuốn Sách Công Thức Cảm Xúc của Noel (Big Noel Book Of Emotional Cliches) cùng tiếng dương cầm phô trương chẳng biết ngại, nhưng bạn biết đấy khi đến giờ đóng cửa [quán bar], nó đủ khiến cả khối bê tông phải bật khóc. Và thật đáng ghét, đó chính là thứ ma thuật bất diệt của Oasis." Trong khi đó, cây viết Chris Long của BBC thể hiện sự ưu ái hơn dành cho đĩa đơn trước "The Hindu Times", song thừa nhận "Stop Crying Your Heart Out" vẫn đáp ứng được công thức mà Gallagher thuần thục - "giai điệu đơn giản, đoạn riff mạnh mẽ và ca từ theo khuôn mẫu". Năm 2024, ban biên tập của Rolling Stone chọn "Stop Crying Your Heart Out" ở vị trí số 33 trong danh sách "40 bài hát hay nhất của Oasis". Ấn phẩm nhận xét ca khúc là "khoảnh khắc tỏa sáng của Liam trong một album mà anh tuyên bố chẳng nhớ nổi mình từng thu âm", đồng thời cho rằng đây là "âm thanh của Oasis khi thử nghiệm xem chất Britpop ngạo ngược của họ hòa vào đầm lầy tự ý thức của rock đầu những năm 2000 ra sao. Thông điệp ngọt đắng của ca khúc cộng hưởng với thế giới đang tang thương sau vụ khủng bố 11/9, đồng thời là chiến thắng thương mại muộn màng khi độ nổi tiếng hậu thập niên 90 của ban nhạc phai nhạt."

## Video âm nhạc
Trong video âm nhạc (MV) của "Stop Crying Your Heart Out", cảnh ban nhạc biểu diễn ca khúc trong một căn phòng lớn xen lẫn với cảnh một cô gái trẻ đi lang thang trong thành phố. Ở đoạn kết video, cô gái quẹt một que diêm và nhìn chằm chằm vào ngọn lửa. Trong bản chưa kiểm duyệt, ánh mắt cô đầy sự bi kịch, lộ rõ ý định tự thiêu vì trước đó cô đã tự tưới xăng lên người. Tuy nhiên ở bản đã qua kiểm duyệt, các chi tiết như cô gái quẹt diêm đã bị lược bỏ. MV do Andrew John "W.I.Z." Whiston làm đạo diễn, anh cũng là đạo diễn MV các bài "The Hindu Times" (từ cùng album Heathen Chemistry) và "Falling Down" (album Dig Out Your Soul) của Oasis. Ngoài ra, W.I.Z còn chỉ đạo cho MV của các bài hát khác như "Bless This Acid House" của Kasabian, "Supersoaker" của Kings of Leon, "The View from the Afternoon" của Arctic Monkeys và "Inertia Creeps" của Massive Attack.

## Diễn biến bảng xếp hạng
"Stop Crying Your Heart Out" ra mắt và đạt vị trí cao nhất là ngôi á quân trên UK Singles Chart vào ngày 29 tháng 6 năm 2002. Một tuần sau vào ngày 6 tháng 7, bài hát tụt hai bậc xuống hạng bốn, rồi tụt tiếp xuống vị trí số 13 ở tuần thứ ba. Tác phẩm lần lượt xếp ở các vị trí thứ 23 và 28 ở tuần thứ tư và thứ năm. Ngày 14 tháng 11 năm 2009, bài hát quay trở lại ở vị trí số 71 trên UK Singles Chart và giữ vị trí này thêm một tuần nữa. Ngày 9 tháng 10 năm 2010, ca khúc trở lại bảng xếp hạng lần thứ ba ở vị trí số 50. Trên UK Indie Chart, tác phẩm nhảy vọt từ hạng 192 lên vị trí số 30 vào ngày 10 tháng 10 năm 2009. Một tuần sau, nhạc phẩm vươn lên vị trí số 9, rồi tụt xuống hạng 26 ở tuần tiếp theo. Ngày 14 tháng 11 năm 2009, "Stop Crying Your Heart Out" một lần nữa vươn từ vị trí số 85 lên hạng 9, rồi lại tụt xuống vị trí thứ 25 ở tuần tiếp theo. Ngày 26 tháng 12 năm 2009, bài hát tăng từ hạng 51 lên hạng 6. Ngày 2 tháng 1 năm 2010, ca khúc tụt từ vị trí số 6 xuống hạng 22, song lại vươn lên vị trí thứ 18 ở tuần kế tiếp. Ngày 12 tháng 7 năm 2002, "Stop Crying Your Heart Out" giành được chứng nhận của Hiệp hội Công nghiệp Ghi âm Liên hiệp Anh (BPI) nhờ doanh số vượt mốc 200.000 bản.
Ở thị trường châu Âu, "Stop Crying Your Heart Out" ra mắt và giành được vị trí cao nhất là hạng 41 trên Austrian Singles Chart vào ngày 7 tháng 7 năm 2002. Ở tuần thứ hai, bài hát tụt xuống vị trí số 45, rồi sang tuần thứ ba thì tụt tiếp xuống hạng 62, tuy nhiên đã vươn lên vị trí số 56 ở tuần thứ tư. Tác phẩm có tổng cộng năm tuần liên tiếp xuất hiện trên bảng xếp hạng. Ở vùng Wallonie của Bỉ, bài hát giành được vị trí cao nhất là hạng 13 trên Ultratip vào ngày 3 tháng 8 năm 2002 và giữ vị trí ấy trong ba tuần. Ngày 28 tháng 6 năm 2002, ca khúc chỉ có một tuần xuất hiện ở vị trí số 17 trên Danish Singles Chart. "Stop Crying Your Heart Out" ra mắt ở vị trí số 11 trên Finnish Singles Chart rồi tụt xuống vị trí số 17 ở tuần tiếp theo. Trên German Singles Chart, bài hát giành được vị trí số 48, còn trên Irish Singles Chart, vị trí cao nhất mà nhạc phẩm giành được là hạng 6. Ở Ý, ca khúc ra mắt ở vị trí đầu bảng vào ngày 20 tháng 6 năm 2002. Bài hát tụt xuống hạng năm ở tuần thứ hai, rồi tụt xuống vị trí thứ 17 ở tuần thứ ba và có tổng cộng chín tuần xuất hiện trên bảng xếp hạng. Ở Hà Lan, bài hát sở hữu tổng cộng hai tuần có mặt trên bảng xếp hạng nước này: ra mắt ở hạng 76 vào ngày 6 tháng 7 năm 2002 và vươn lên vị trí số 73 ở tuần kế tiếp. "Stop Crying Your Heart Out" đã giành được vị trí số 23 trên Swedish Singles Chart và vị trí số 48 trên Swiss Singles Chart. Năm 2012, bài hát ra mắt và giành được vị trí cao nhất là hạng 135 trên French Singles Chart trong một tuần. Ngoài thị trường châu Âu, ca khúc đã giành vị trí thứ 9 trên Canadian Singles Chart và vị trí thứ 48 trên Australian Singles Chart.

## Danh sách ca khúc
- Đĩa đơn CD và EP nhạc số[36][37]

1. "Stop Crying Your Heart Out" – 5:02
2. "Thank You for the Good Times" (Andy Bell) – 4:32
3. "Shout It Out Loud" – 4:20

- DVD (RKIDSDVD 24)

1. "Stop Crying Your Heart Out" – 5:03
2. "Stop Crying Your Heart Out" (demo) – 5:09
3. 10 Minutes of Noise and Confusion part two – 7:24

- Bản demo của "Stop Crying Your Heart Out" do Noel thể hiện.
- Phim tài liệu 10 Minutes... là phần thứ hai của một bộ phim đặc biệt ghi lại 48 giờ đồng hành cùng Oasis trong chuyến lưu diễn Tour of Brotherly Love tại Mỹ cùng nhóm The Black Crowes vào tháng 5 và tháng 6 năm 2001.

## Đội ngũ sản xuất
Những người tham gia sản xuất bài hát được lấy từ dòng ghi chú lót của Heathen Chemistry.
Thu âm
- Thu âm ở Wheeler End và Olympic Studios, Anh.

Oasis
- Liam Gallagher – hát chính, hát bè và trống lục lạc
- Noel Gallagher – guitar điện và hát bè
- Gem Archer – guitar acoustic
- Andy Bell – bass
- Alan White – trống

Nghệ sĩ biểu diễn phụ
- Mike Rowe – piano

## Bảng xếp hạng
| Xếp hạng (2002)                    | Vị trí cao nhất |
| ---------------------------------- | --------------- |
| Úc (ARIA)                          | 48              |
| Áo (Ö3 Austria Top 40)             | 41              |
| Bỉ (Ultratip Wallonia)             | 13              |
| Canada (Nielsen SoundScan)         | 6               |
| Đan Mạch (Tracklisten)             | 17              |
| Châu Âu (Eurochart Hot 100)        | 9               |
| Phần Lan (Suomen virallinen lista) | 11              |
| Đức (GfK)                          | 48              |
| Hungary (Single Top 40)            | 9               |
| Ireland (IRMA)                     | 6               |
| Ý (FIMI)                           | 1               |
| Hà Lan (Single Top 100)            | 73              |
| Na Uy (VG-lista)                   | 13              |
| Scotland (OCC)                     | 2               |
| Tây Ban Nha (PROMUSICAE)           | 6               |
| Thụy Điển (Sverigetopplistan)      | 23              |
| Thụy Sĩ (Schweizer Hitparade)      | 48              |
| Anh Quốc (OCC)                     | 2               |

| Xếp hạng (2009)      | Vị trí cao nhất |
| -------------------- | --------------- |
| Anh Quốc Indie (OCC) | 6               |
| Anh Quốc (OCC)       | 71              |

| Xếp hạng (2010)      | Vị trí cao nhất |
| -------------------- | --------------- |
| Anh Quốc Indie (OCC) | 18              |
| Anh Quốc (OCC)       | 50              |

| Xếp hạng (2012) | Vị trí cao nhất |
| --------------- | --------------- |
| Pháp (SNEP)     | 135             |

| Xếp hạng (2002)            | Vị trí |
| -------------------------- | ------ |
| Canada (Nielsen SoundScan) | 31     |
| Ireland (IRMA)             | 97     |
| Ý (FIMI)                   | 38     |
| UK Singles (OCC)           | 50     |
| UK Airplay (Music Week)    | 61     |

## Chứng nhận
| Quốc gia                                                    | Chứng nhận  | Số đơn vị/doanh số chứng nhận |
| ----------------------------------------------------------- | ----------- | ----------------------------- |
| Ý (FIMI)                                                    | Vàng        | 50.000‡                       |
| Tây Ban Nha (PROMUSICAE)                                    | Vàng        | 30.000‡                       |
| Anh Quốc (BPI)                                              | 2× Bạch kim | 1.200.000‡                    |
| ‡ Chứng nhận dựa theo doanh số tiêu thụ và phát trực tuyến. |             |                               |

## Lịch sử phát hành
| Quốc gia                     | Ngày                | Định dạng                  | Hãng thu âm    | Chú thích |
| ---------------------------- | ------------------- | -------------------------- | -------------- | --------- |
| Hoa Kỳ                       | 28 tháng 5 năm 2002 | Alternative triple A radio | Epic           | [ 68 ]    |
| Liên hiệp Anh và Bắc Ireland | 17 tháng 6 năm 2002 | 7-inch vinyl CD DVD        | Big Brother    | [ 69 ]    |
| Nhật Bản                     | 19 tháng 6 năm 2000 | CD                         | Epic           | [ 70 ]    |
| Liên hiệp Anh và Bắc Ireland | 24 tháng 6 năm 2002 | 12-inch vinyl              | Big Brother    | [ 71 ]    |
| Úc                           | 29 tháng 7 năm 2002 | CD                         | Helter Skelter | [ 72 ]    |

## Sử dụng trong các phương tiện truyền thông khác
Chỉ ít ngày sau khi ra mắt, "Stop Crying Your Heart Out" được BBC sử dụng làm nhạc nền cho đoạn montage bế mạc sau khi Anh thất bại trước Brasil ở tứ kết giải vô địch bóng đá thế giới 2002. Ngoài ra, bài hát còn được sử dụng làm nhạc kết cho bộ phim điện ảnh The Butterfly Effect (2004), nhạc nền cho tập phim 'Red' ở mùa hai của Smallville, tập thí điểm của loạt phim Birds of Prey và phim điện ảnh Made of Honor (2008).

## Bản của Leona Lewis
Nữ ca sĩ kiêm nhạc sĩ sáng tác bài hát người Anh Leona Lewis đã cover "Stop Crying Your Heart Out" để đưa vào album phòng thu thứ hai mang tên Echo (2009). Với nguyên tác của Noel Gallagher từ ban nhạc rock Oasis, ca khúc do chính Lewis và Steve Robson chịu trách nhiệm sản xuất. Lewis quyết định cover tác phẩm vì cô là một người hâm mộ Oasis nói riêng và các ban nhạc rock nói chung, đồng thời rất yêu thích thông điệp mà bài hát truyền tải. Phần bè dây do dàn nhạc London Session Orchestra thể hiện dưới sự tổ chức và sắp xếp của Will Malone. Cấu trúc của bài có điểm khác với phong cách thông thường khi giai điệu chỉ thực sự bùng nổ ở cuối bài thay vì ngay từ điệp khúc đầu tiên.
Bản "Stop Crying Your Heart Out" của Lewis đã nhận về phần lớn đánh giá tiêu cực từ các nhà phê bình âm nhạc. Ngoài việc so sánh với những đĩa đơn trước của cô như "Bleeding Love" và bản cover bài "Run" nguyên tác của Snow Patrol, các nhà phê bình nhận xét rằng cô thể hiện tác phẩm quá sướt mướt và không thể hiện được tính giản dị của bản gốc. Dù phần biên khúc bị chỉ trích, song khả năng thanh nhạc của Lewis lại được đánh giá cực cao. Bài hát đã xuất hiện ở vị trí số 29 trên UK Singles Chart, vị trí số 11 trên UK R&B Chart và vị trí số 31 trên Irish Singles Chart. Lewis đã trình bày ca khúc trực tiếp trên chương trình Live Sessions with Ken Bruce của BBC Radio 2, MTV Unplugged và ở tập cuối mùa sáu của The X Factor.

### Hoàn cảnh ra đời và thu âm

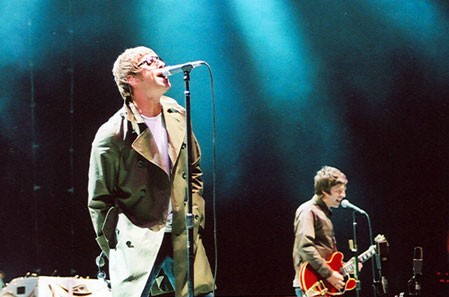
Lewis tiết lộ rằng cô quyết định thu bản cover bài "Stop Crying Your Heart Out" của Oasis (ảnh) vì là người hâm mộ của ban nhạc.

Ngày 28 tháng 2 năm 2010, trong một phỏng vấn với Rick Edwards có tên gọi Under the Skin of Leona Lewis trên kênh 4Music, Lewis tiết lộ cô là người hâm mộ Oasis và "Stop Crying Your Heart Out" là một "ca khúc tuyệt vời" với "thông điệp ý nghĩa ẩn sau giai điệu". Cô chia sẻ thêm rằng bản thân cô và ông chủ hãng thu âm Simon Cowell đã bàn về khả năng Lewis thu một bản cover của tác phẩm. Lewis lý giải mong muốn cover ca khúc xuất phát từ việc là một "fan cuồng" của các ban nhạc rock và cô muốn đem đến "một phiên bản hoàn toàn khác biệt". Khi được hỏi liệu cô có biết Gallagher nghĩ gì về phiên bản của mình không, cô đáp rằng cô chưa nói chuyện với họ và không biết liệu họ đã nghe bản cover của cô chưa. Gallagher là tác giả duy nhất của bài hát, còn bản cover của Lewis do Steve Robson chịu trách nhiệm sản xuất. Cả Robson và Lewis đều đảm nhận vị trí sản xuất phần hát của "Stop Crying Your Heart Out". Tác phẩm do Richard Flack xử lý kỹ thuật thu thanh với sự hỗ trợ của kỹ sư thu phần hát Seth Waldmann. Jeremy Wheatly là người trộn âm (mix) bài hát tại Twenty-One Studios (nằm ở Luân Đôn, Anh). Một dàn nhạc công đã được tham gia thực hiện tác phẩm gồm: Karl Brazil (chơi trống), Luke Potashnick (guitar), John Garrison (chơi bass) và Robson (dương cầm). Dàn nhạc London Session Orchestra đã thể hiện phần bè dây trong "Stop Crying Your Heart Out" dưới sự chuyển soạn của Will Malone, trong khi hợp xướng được tổ chức và dàn dựng bởi Lawrence Johnson. Sara-Jane Skeet và Beverly Skeet là những người thể hiện giọng bè.

### Sáng tác và đánh giá chuyên môn
"Stop Crying Your Heart Out" là bài thứ mười xuất hiện trong Echo với thời lượng bốn phút và tám giây. Tuy nhiên, bài nhạc lại không được đưa vào phiên bản Bắc Mỹ của album. Cấu trúc của bài khác với phong cách thông thường, khi phần lớn những bài hát khác sẽ bùng nổ ngay ở điệp khúc đầu tiên. Trái lại, bản cover "Stop Crying Your Heart Out" của Lewis duy trì tiết tấu chậm rãi trong phần lớn nhạc phẩm. Andy Gill của nhật báo The Independent nhận định rằng bản cover thiếu đi "sức nặng tâm lý cường điệu và đà thăng tiến nhanh chóng thường thấy ở điệp khúc đầu tiên".
Bản cover "Stop Crying Your Heart Out" của Lewis nhận về đa số đánh giá tích cực từ giới phê bình âm nhạc. Nick Levine của Digital Spy dành lời khen cho bản cover này, nhận xét rằng nhạc phẩm "ấm áp như một chiếc bánh pudding bông xốp trong một buổi tối đêm đông lạnh giá". Michael Cragg của musicOMH bình phẩm rằng "Stop Crying Your Heart Out" là một ca khúc nữa bị "phù phép kiểu Leona" và so sánh nó với bản cover bài "Run" nguyên tác của Snow Patrol do chính cô thu âm cho album phòng thu đầu tay Spirit. Anh thấy rằng bản cover nguyên tác của Oasis dường như chỉ là "đồ thay thế" cho bản cover nguyên tác của Snow Patrol trước đó. Anh tiếp tục chỉ trích phần sản xuất và thể hiện giọng hát của Lewis: "Lần này, cái cách sản xuất kiểu 'ném mọi thứ vào' (tiếng đàn dây réo rắt, điệu gảy của đàn acoustic và sự xuất hiện khó tránh của dàn hợp xướng) nghe thật rỗng tuếch như bị một người hát karaoke tấn công thính giác, song phải thừa nhận là rất ấn tượng".
Trong bài đánh giá về album Echo, Matthew Cole của Slant Magazine bình phẩm rằng quá nhiều bản ballad "thiếu chiều sâu" đã làm album bị chi phối, mà ông lấy ví dụ cụ thể qua hai ca khúc "Don't Let Me Down" và "Stop Crying Your Heart Out". Dù ghi nhận Lewis có phần thể hiện giọng hát "hoàn hảo về mặt kỹ thuật", anh cho rằng việc đó không đủ bù đắp cho "phần biên khúc nhàm chán" và cách truyền tải thiếu cảm xúc của cô. Andy Gill của The Independent miêu tả bản cover của nữ ca sĩ mang tính "giáo điều sáo rỗng". Neil McCormick của The Telegraph phê phán quyết định cover ca khúc của cô, nhận xét rằng cách thể hiện của Lewis quá sướt mướt không phù hợp với ca từ "trực tiếp và giản dị" của bài và kết luận rằng bản của Lewis không thể sánh bằng "chất giọng chân thành pha chút thô ráp" của Gallagher".

### Diễn biến bảng xếp hạng
Ngay sau khi Echo được phát hành, "Stop Crying Your Heart Out" lần đầu xuất hiện ở vị trí số 55 trên UK Singles Chart nhờ doanh số tải nhạc số ấn tượng vào ngày 28 tháng 11 năm 2009. Sau màn biểu diễn của Lewis trong đêm chung kết The X Factor, bài hát tái xuất ở vị trí số 29 vào ngày 26 tháng 12 năm 2009, tăng 101 bậc so với tuần trước đó. Ngày 4 tháng 9 năm 2010, bài hát trở lại UK Singles Chart lần thứ ba ở vị trí 63. Trên UK R&B Chart, ca khúc tăng vị trí 41 lên số 34 vào ngày 19 tháng 12 năm 2009, rồi vọt lên hạng 11 vào tuần kế tiếp. Sang đầu năm mới, tác phẩm tụt xuống hạng 15 (ngày 2 tháng 1 năm 2010), rồi tiếp tục tụt sâu xuống vị trí số 64 vào tuần tiếp theo, nhưng vẫn trụ trong top 40 của bảng xếp hạng R&B. Trên UK Download Chart, bài hát có bước nhảy vọt từ vị trí 114 lên vị trí số 27 trong bảng xếp hạng ngày 26 tháng 12 năm 2009. Ở Scotland, nhạc phẩm tăng từ hạng 74 lên hạng 24 vào ngày 26 tháng 12 năm 2009, trước khi tụt xuống hạng 36 ở tuần đầu của năm 2010. Tại Ireland, bài hát ra mắt và đạt vị trí cao nhất ở hạng 31 vào ngày 19 tháng 12 năm 2009, sau đó giảm xuống hạng 33 rồi hạng 48 trong hai tuần tiếp theo trước khi rời khỏi top 50.

### Biểu diễn trực tiếp
Ngày 3 tháng 12 năm 2009, Lewis đã trình diễn phiên bản của mình trên chương trình Live Sessions with Ken Bruce của BBC Radio 2, nằm trong danh sách tiết mục gồm "Bleeding Love", "Better In Time", "Happy" và "I Got You". Cô cũng thể hiện một phiên bản acoustic của bài hát này trên chương trình MTV Unplugged. Một nhà phê bình từ Neon Limelight nhận xét rằng màn trình diễn acoustic này thiếu đi cảm xúc và sự mãnh liệt. Tháng 12 năm 2009, nữ ca sĩ một lần nữa trình diễn ca khúc này trong đêm chung kết mùa thứ 6 của The X Factor. Sau đó, vào ngày 21 tháng 1 năm 2010, Lewis tiếp tục biểu diễn "Stop Crying Your Heart Out" cùng "I Got You" trên chương trình Live Lounge của BBC Radio 1.

### Đội ngũ sản xuất
Những người tham gia thực ca khúc được lấy từ các dòng ghi chú lót của album Echo.
Thu âm
- Phối khí tại Twenty-One Studios, Luân Đôn.

Thành phần sản xuất
| - Noel Gallagher – sáng tác - Steve Robson - sản xuất - Steve Robson, Leona Lewis – sản xuất phần hát - Richard Flack – kỹ sư âm thanh - Seth Waldmann – kỹ sư thu phần hát - Jeremy Wheatly – phối khí - Karl Brazil – trống | - Luke Potashnick – guitar - John Garrison – bass - Steve Robson – piano - Will Malone – biên khúc bè dây - London Session Orchestra - dàn nhạc cụ dây - Lawrence Johnson – tổ chức và dàn dựng dàn hợp xướng - Sara-Jane Skeet và Beverly Skeet – hát bè |

### Bảng xếp hạng tuần
| Xếp hạng (2009–2010)    | Vị trí cao nhất |
| ----------------------- | --------------- |
| Ireland (IRMA)          | 31              |
| Scotland (OCC)          | 24              |
| Anh Quốc Download (OCC) | 27              |
| Anh Quốc R&B (OCC)      | 11              |
| Anh Quốc (OCC)          | 29              |

## Đĩa đơn từ thiện của BBC Radio 2 Allstars
Ngày 10 tháng 11 năm 2020, đài BBC Radio 2 thông báo rằng một bản cover ca khúc "Stop Crying Your Heart Out" do siêu nhóm nhạc từ thiện BBC Radio 2 Allstars thể hiện sẽ được phát hành làm đĩa đơn chính thức cho chiến dịch Children in Need của BBC năm đó. Mỗi thành viên đã tự ghi âm và quay video phần thể hiện của mình tại nhà riêng để tuân thủ giãn cách xã hội trong đại dịch COVID-19. Ca khúc được phát hành vào ngày 13 tháng 11 năm 2020 và video âm nhạc ra mắt trong chương trình gây quỹ Children in Need trên kênh BBC One cùng ngày. Toàn bộ lợi nhuận thu được từ đĩa đơn này được quyên góp cho BBC Children in Need.

### Nghệ sĩ
Ca khúc được trình bày bởi các nghệ sĩ sau (theo thứ tự bảng chữ cái):

#### Hát
- Bryan Adams
- Izzy Bizu
- Grace Chatto (Clean Bandit)
- Cher
- Melanie C
- Jamie Cullum
- Ella Eyre
- Paloma Faith
- Rebecca Ferguson
- Jess Glynne
- Lenny Kravitz
- KSI
- Lauv
- Ava Max
- Kylie Minogue
- James Morrison
- Gregory Porter
- Nile Rodgers
- Jack Savoretti
- Jay Sean
- Anoushka Shankar
- Robbie Williams
- Yola

#### Nhạc công
- BBC Concert Orchestra – dàn nhạc
- Andy Caine – hát bè
- Rita Campbell – hát bè
- Grace Chatto – cello
- Ben Jones – guitar
- Sheku Kanneh-Mason – cello
- Rich Milner – organ
- Rocco Palladino – bass
- Anoushka Shankar – sitar
- Ash Soan – trống
- Mark Taylor – keyboard

#### Đội kỹ sư phòng thu
- Dick Beetham – kỹ sư phòng thu, thu hậu kỳ (mastering)
- Martin Hollis – kỹ sư thu âm
- Brian Rawling – sản xuất
- Mark Taylor – phối khí, sản xuất, kỹ sư thu âm

### Bảng xếp hạng
| Xếp hạng (2020–2021)                   | Vị trí cao nhất |
| -------------------------------------- | --------------- |
| Châu Âu Digital Song Sales (Billboard) | 1               |
| Global Excl. US (Billboard)            | 114             |
| Slovakia (Rádio Top 100)               | 85              |
| Anh Quốc (OCC)                         | 7               |